# Икс Фактор (Marvel Comics)
Икс-фактор (англ. X-Factor) — вымышленная команда одноимённой серии комиксов издательства Marvel Comics. Серия комиксов является спин-оффом популярной серии Люди Икс. Серия возобновлялась несколько раз с разными составами команды, последний раз в X-Factor ст. 3.
Серия комиксов X-Factor стартовала в 1986 году с участием одноимённой команды, состоящей из пяти оригинальных героев Людей Икс. В 1991 году члены-основатели были включены обратно в серию X-Men, и X-Factor была возобновлена как команда, спонсируемая правительством США, и включающая многочисленных второстепенных персонажей из вселенной Людей Икс. Серия была отменена в 1998 году.

## История издания

### Оригинальный состав (1986—1991)
Икс-фактор стартовал в 1986 году с участием одноимённой команды, состоящей из пяти оригинальных Людей Икс, которые дебютировали в X-Men #1 (1963):
- Архангел — миллионер-мутант, способный летать с помощью белых крыльев.
- Зверь — блестящий учёный, обладающий звериной силой и ловкостью.
- Циклоп — бывший лидер Людей Икс, обладающий способностью испускать мощные оптические лучи из глаз.
- Феникс — давняя любовь Циклопа, обладающая способностью телекинеза.
- Человек-лёд — дерзкий шутник, одарённый способностью криокинеза (способностью понижать окружающую температуру и формировать лёд).
- Калибан
- Бум-Бум

### Состав Правительства (1991—1998)
Новый Икс-фактор работал на Пентагон, что делало из них наёмную команду мутантов. Их отношения со своими работодателями часто были напряженными и сложными. В Новом Икс-факторе, дебютировавшем в выпуске #71, включены:
- Хавок — бывший член Людей Икс и брат Циклопа, который может манипулировать мощными, но трудно контролируемыми оптическими лучами. Хавок является лидером Икс-Фактора.
- Полярис — дочь Магнето, давняя любовница Хавока и также бывший член Людей Икс, способная, как и её отец, управлять магнетизмом.
- Валери Купер[англ.] — агент правительства США.
- Кузнец
- Множитель — способен создавать и контролировать себе подобных клонов.
- Ртуть — сын Магнето, бывший враг Людей Икс, обладает супер-скоростью и непростым характером. Являлся последним дополнением к команде.